# Lewis John Carlino
Pour les articles homonymes, voir Carlino (homonymie).
Lewis John Carlino, né le 1er janvier 1932 à New York et mort le 17 juin 2020 à l'Île Whidbey dans l'État de Washington, est un scénariste, réalisateur, dramaturge et romancier américain. Principalement connu pour ses travaux de réalisateur et de scénariste, il a été nommé plusieurs fois aux Oscars. Il a adapté pour le cinéma et la télévision de nombreux écrivains, comme D. H. Lawrence, Yukio Mishima, Pat Conroy, Anne Edwards (en) ou Joanne Greenberg.

## Biographie
Il commence sa carrière comme dramaturge en 1957 en signant la pièce de théâtre The Brick and the Rose. Il écrit au cours des années suivantes plusieurs pièces qui sont distribuées par la Dramatists Play Service (en) et jouées à travers les États-Unis.
Il fait ses débuts de scénariste en 1963 en écrivant l’épisode And Make Thunder His Tribute pour la série télévisée Route 66. Il adapte ensuite le roman Seconds de l’écrivain David Ely qui devient sous la caméra de John Frankenheimer le film L'Opération diabolique. Son travail suivant porte également sur une nouvelle adaptation, celle de la novella de D. H. Lawrence Le Renard (en) qui devient le film Le Renard réalisé par Mark Rydell.
Il signe ensuite plusieurs scénarios de films noirs et policiers. Pour Martin Ritt, il écrit le scénario original du film Les Frères siciliens en 1968. Pour Michael Winner celui du film Le Flingueur en 1972. Il adapte la même année le roman policier Go To Thy Death Bed de Stanton Forbes pour William A. Fraker qui réalise le thriller A Reflection of Fear (en) en 1973. Il s’inspire de la vie du mafieux Joe Gallo pour le film Jo le fou de Carlo Lizzani en 1974. Pour la télévision, il adapte notamment le roman Honor Thy Father de Gay Talese et livre le pilote de la série médicale Doc Elliot (en) en 1974.
Il passe à la réalisation en 1976 avec l’adaptation du roman Le Marin rejeté par la mer de Yukio Mishima qui devient au cinéma le film The Sailor Who Fell from Grace with the Sea. Il scénarise ensuite le best-seller de Joanne Greenberg Jamais je ne t'ai promis un jardin de roses (en) pour Anthony Page qui réalise le film éponyme en 1977.
Il réalise un second film en 1979 nommé The Great Santini d’après le roman Le Grand Santini (en) de l’écrivain Pat Conroy. Il écrit le scénario du film fantastique Résurrection de Daniel Petrie en 1980 puis retourne une troisième et dernière fois à la réalisation avec la comédie Class en 1983. Il signe un dernier scénario en 1988 pour Ivan Passer, une adaptation du roman Haunted Summer de la romancière américaine Anne Edwards (en).
Le Flingueur de Simon West sortit en 2011 est un remake du film de Michael Winner, tout comme le téléfilm Résurrection de Stephen Gyllenhaal qui s’inspire du film homonyme de Daniel Petrie.
Comme romancier, Lewis John Carlino a transposé en roman les scénarios des films The Brotherhood et The Mechanic. Ces deux textes sont traduits à la Série noire en 1969 et 1973.

## Filmographie

### Comme réalisateur
- 1976 : Le Marin qui abandonna la mer (The Sailor Who Fell from Grace with the Sea)
- 1979 : The Great Santini
- 1983 : Class

### Comme scénariste

#### Au cinéma
- 1966 : L'Opération diabolique (Seconds) de John Frankenheimer
- 1967 : Le Renard de Mark Rydell
- 1968 : Les Frères siciliens (The Brotherhood) de Martin Ritt
- 1972 : Le Flingueur (The Mechanic) de Michael Winner
- 1973 : A Reflection of Fear (en) de William A. Fraker
- 1974 : Jo le Fou (Crazy Joe) de Carlo Lizzani
- 1976 : Le Marin qui abandonna la mer (The Sailor Who Fell from Grace with the Sea)
- 1977 : Jamais je ne t'ai promis un jardin de roses (I Never Promised You a Rose Garden) d’Anthony Page
- 1979 : The Great Santini
- 1980 : Résurrection de Daniel Petrie
- 1988 : Un été en enfer d’Ivan Passer
- 2011 : Le Flingueur (The Mechanic) de Simon West

#### À la télévision

##### Téléfilms
- 1966 : Tupp tupp men ingen höna de Kurt-Olof Sundström
- 1970 : Zid i ruza de Sava Mrmak
- 1971 : In Search of America de Paul Bogart
- 1973 : A pleins chargeurs (Honor Thy Father) de Paul Wendkos
- 1974 : Les Derniers Survivants (en) de John Llewellyn Moxey
- 1999 : Résurrection de Stephen Gyllenhaal

##### Séries télévisées
- 1963 : Route 66 : épisode And Make Thunder His Tribute.

## Œuvre littéraire

### Romans
- The Brotherhood (1968) Publié en français sous le titre Les Frères siciliens, traduction d’Alain Chataigner, Gallimard, Série noire no 1313, 1969.
- The Mechanic (1972) Publié en français sous le titre Le Flingueur, traduction de Rosine Fitzgerald, Gallimard, Série noire no 1624, 1973.

## Distinctions

### Nominations
- Oscar :
  - Oscar du meilleur scénario adapté en 1978 pour Jamais je ne t'ai promis un jardin de roses
- Saturn Award :
  - Saturn Award du meilleur scénario en 1981 pour Résurrection
- Golden Globes :
  - Golden Globe du meilleur scénario en 1967 pour Le Renard
- Writers Guild of America Award :
  - Meilleur scénario original en 1969 pour Les Frères siciliens
  - Meilleur scénario adapté en 1978 pour Jamais je ne t'ai promis un jardin de roses
  - Meilleur scénario adapté en 1981 pour The Great Santini

## Source
- Claude Mesplède et Jean-Jacques Schleret (Éd. rév. de: SN, voyage au bout de la Noire), Les auteurs de la Série noire, 1945-1995, Nantes, Joseph K, coll. « Temps noir », 1996, 627 p. (ISBN 978-2-910-68611-6, OCLC 300207570), p. 79.